# Назаров, Андрей (легкоатлет)
Андрей Назаров (эст. Andrei Nazarov; род. 9 января 1965, Таллин) — советский и эстонский легкоатлет, специалист по многоборьям. Выступал за сборные СССР и Эстонии по лёгкой атлетике в 1987—1997 годах, серебряный призёр Кубка Европы в командном зачёте, призёр первенств национального значения, участник двух летних Олимпийских игр. Также известен как тренер по лёгкой атлетике.

## Биография
Андрей Назаров родился 9 января 1965 года в Таллине.
Начал заниматься лёгкой атлетикой во время учёбы в четвёртом классе школы у тренера Свена Андресоо. Позже проходил подготовку в таллинском спортивном обществе «Калев».
Впервые заявил о себе в лёгкой атлетике на взрослом международном уровне в сезоне 1987 года, когда вошёл в состав советской национальной сборной и выступил на Кубке Европы по легкоатлетическим многоборьям в Базеле — вынужден был без результата досрочно завершить здесь выступление, но вместе с соотечественниками стал серебряным призёром в командном зачёте.
В 1990 году выиграл серебряную медаль на чемпионате СССР по десятиборью в Сочи, уступив только представителю Киева Михаилу Медведю. Позже был восьмым на чемпионате Европы в Сплите и седьмым на Играх доброй воли в Сиэтле.
В 1991 году стал серебряным призёром в семиборье на зимнем чемпионате СССР в Липецке.
После распада Советского Союза выступал за независимую Эстонию. Так, в 1992 году представлял эстонскую национальную сборную на летних Олимпийских играх в Барселоне — набрал в сумме всех дисциплин десятиборья 8052 очка, расположившись в итоговом протоколе соревнований на 14-й строке.
В 1993 году стартовал в семиборье на чемпионате мира в помещении в Торонто — провалил все попытки в прыжках с шестом и без результата досрочно завершил выступление.
На чемпионате Европы 1994 года в Хельсинки занял 11-е место в десятиборье.
В 1995 году на чемпионате мира в Гётеборге с результатом в 8088 очков закрыл десятку сильнейших.
В 1996 году выступил в семиборье на чемпионате Европы в помещении в Стокгольме. Благодаря череде удачных выступлений удостоился права защищать честь страны на Олимпийских играх в Атланте — на сей раз принимал участие исключительно в стартовой дисциплине десятиборья, беге на 100 метров, после чего снялся с соревнований.
На домашнем Кубке Европы 1997 года в Таллине помог эстонским многоборцам выиграть серебряные медали командного зачёта.
По завершении спортивной карьеры занялся тренерской деятельностью, внёс значительный вклад в развитие многоборья в Эстонии, в частности тренировал таких титулованных спортсменов как Эрки Ноол, Микк Пахапилл, Андрес Рая и др.
Был женат на литовской многоборке Ремигие Назаровене (Сабловскайте), позже женился на эстонской прыгунье в длину Ксении Балте.